# Seznam danskih jezikoslovcev
Seznam danskih jezikoslovcev.

## A
- Ada Adler

## B
- Eckhard Bick
- Per Aage Brandt
- Rasmus Viggo Brøndal (1887-1942)

## H
- Louis Hjelmslev (1899-1965)

## J
- Otto Jespersen (J. O. H. Jespersen) ?

## K
- Sabine Kirchmeier
- Georg Koës

## M
- Johan Nicolai Madvig

## O
- Axel Olrik

## P
- Holger Pede-rsen (1867-1953)

## R
- Rasmus Kristian Rask (1787-1832)

## S
- Gunnar Olaf Svane (1927-2012)

## T
- Vilhelm Thomsen

## U
- Hans Jørgen Uldall

## V
- Karl Verner